# Strada statale 95 di Brienza
La strada statale 95 (SS 95) è una strada statale italiana che si snoda tra la Basilicata e la Campania. La sua lunghezza complessiva è di 46,35 km.
Attraversa i centri abitati in Provincia di Potenza di Tito, Satriano di Lucania, Brienza e in Provincia di Salerno di Atena Lucana.

## Storia
Negli anni 90 le fu abbinato un percorso in variante che risulta essere ad oggi di strategica importanza per i collegamenti  da e per il capoluogo con la costa tirrenica di Maratea e le zone nord-sud della Provincia di Potenza.

## Variante Tito-Brienza
Nel 1981 venne istituita una variante costruita per evitare i centri abitati di Tito, Satriano di Lucania e Brienza che ha inizio al chilometro 2 della SS95 separandosi dalla stessa che procede invece verso l'abitato di Tito. Termina in località Santa Domenica di Brienza, innestandosi sulla SS 598. 
Il percorso si presenta come una strada a scorrimento veloce a carreggiata unica con una corsia per senso di marcia. Sul percorso sono presenti per lo più incroci a livelli sfalsati. Lo svincolo di Satriano Nord è regolato da un impianto semaforico e lo svincolo terminale di Brienza Sud si compone di una rotatoria.

### Storia
Per circa 40 anni il percorso si interrompeva presso Brienza Nord, innestandosi sul vecchio tracciato della SS 95, che attraversa tutt'oggi il centro abitato di Brienza, per poi connettersi alla fondovalle dell'Agri presso Brienza Sud. La tratta da Brienza Nord all'innesto con la SS 598 di Fondovalle dell'Agri è stata completata ed inaugurata nel 2024 delineando così il percorso completo che evita tutti e tre i centri urbani.

### Tabella percorso
| STRADA STATALE 95 VAR Tito-Brienza |                                                                       |      |           |
| Tipo                               | Indicazione                                                           | ↓km↓ | Provincia |
|                                    | di Brienza Tito Scalo                                                 | 0,0  | PZ        |
|                                    | Satriano Nord Sant'Angelo Le Fratte - Polla - Caggiano                | 7,6  | PZ        |
|                                    | Satriano Centro                                                       | 9,6  | PZ        |
|                                    | Satriano Sud - Sasso di Castalda Impianti Sciistici Sellata/Pierfaone | 13,0 | PZ        |
|                                    | Brienza Nord - loc. Santa Lucia                                       | 15,6 | PZ        |
|                                    | Brienza Centro                                                        | 17,5 | PZ        |
|                                    | Brienza Sud di Fondo Valle d'Agri                                     | 19,6 | PZ        |